# Megacera acuminata
Megacera acuminata är en skalbaggsart som beskrevs av Maria Helena M. Galileo och Martins 2006. Megacera acuminata ingår i släktet Megacera och familjen långhorningar. Inga underarter finns listade i Catalogue of Life.